# Kharga
Kharga is het meest zuidelijke en grootste van de Westelijke Oases van Egypte. Het is in ongeveer 160 km lang en van 20 km naar 80 km breed. Het ligt in de Westelijke Woestijn, ongeveer 200 km ten westen van de Nijl. In de oase bevindt zich een stad met dezelfde naam en dat is de hoofdplaats van het gouvernement Nieuwe Vallei. Bij de volkstelling van 2006 telde Kharga 61.021 inwoners.
Kharga is de meest gemoderniseerde van de Westelijke Oases van Egypte. Het stadje is zeer functioneel met moderne faciliteiten en vrijwel niets meer van de oude architectuur. In tegenstelling tot de andere oases in de Westelijke Woestijn is er in Kharga daardoor niet echt het "oasis-gevoel".
Kharga is bekend vanwege de aanwezigheid van de tempel van Hibis, die werd gebouwd door farao Psammetichus II en verfraaid door de Perzische koning Darius I. Ook ligt in Kharga de begraafplaats van El-Bagawat, een van de oudst bekende christelijke begraafplaatsen.

## El Bagawat

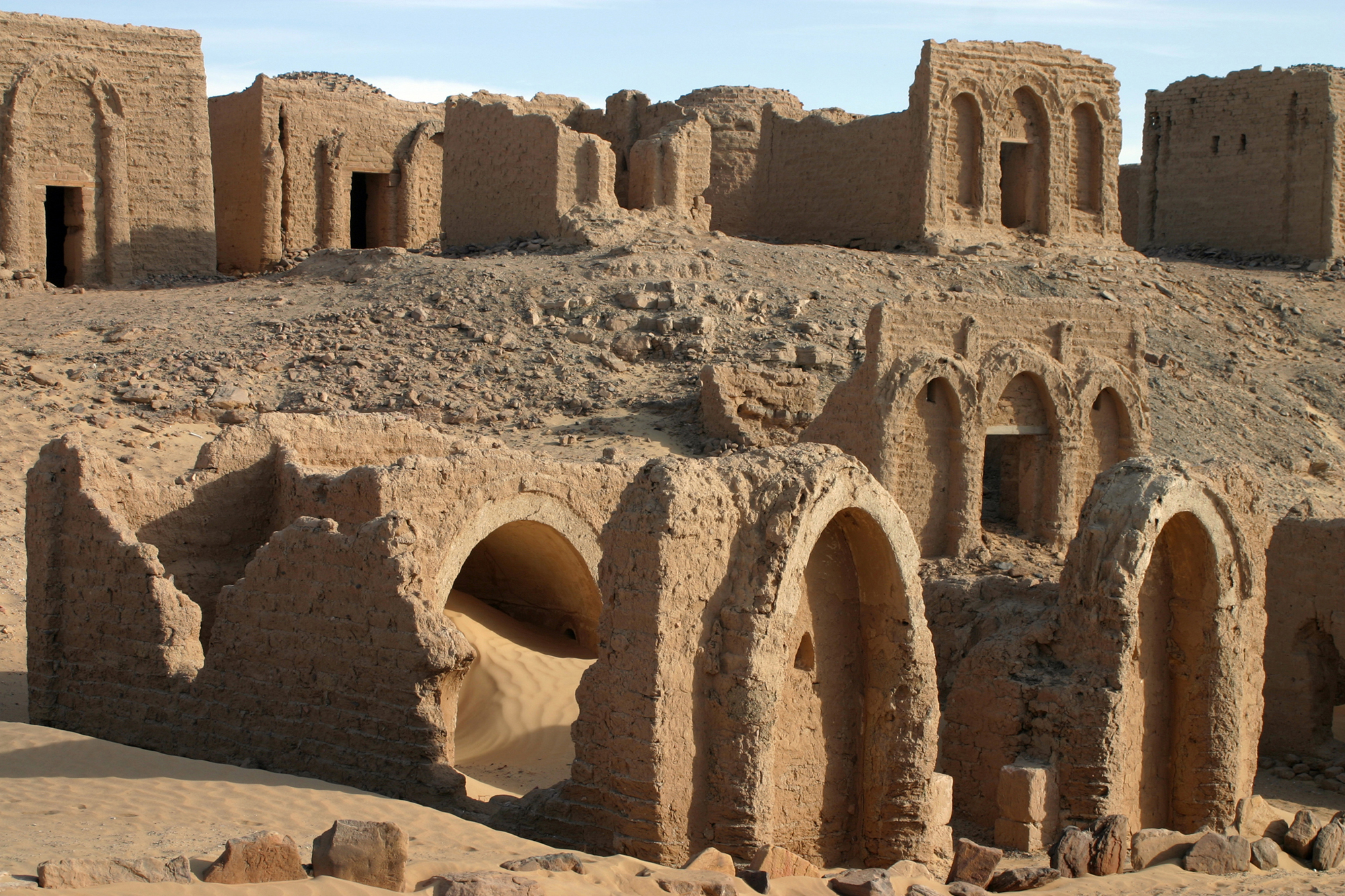
El Bagawat begraafplaats

El Bagawat is een oude christelijke begraafplaats die werd gebruikt tot de 7e eeuw na Christus. Het is een van de vroegste en best bewaarde christelijke begraafplaatsen uit de antieke wereld en is naar verluidt prehistorisch. Voordat het Christendom in Egypte werd geïntroduceerd, was het een begraafplaats die door niet-christenen werd gebruikt.
De begraafplaats El Bagawat heeft een zeer groot aantal graven in de vorm van kapelkoepels uit verschillende tijdperken. Ze zijn gemaakt van modderstenen. De graven hebben etsen van bijbelverhalen zoals Adam en Eva, Daniël in het hol van de leeuw, het offer van Abraham en Jonas verzwolgen door een vis. Koptische fresco's van de 3e tot de 7e eeuw zijn te vinden op de muren.

## Galerij

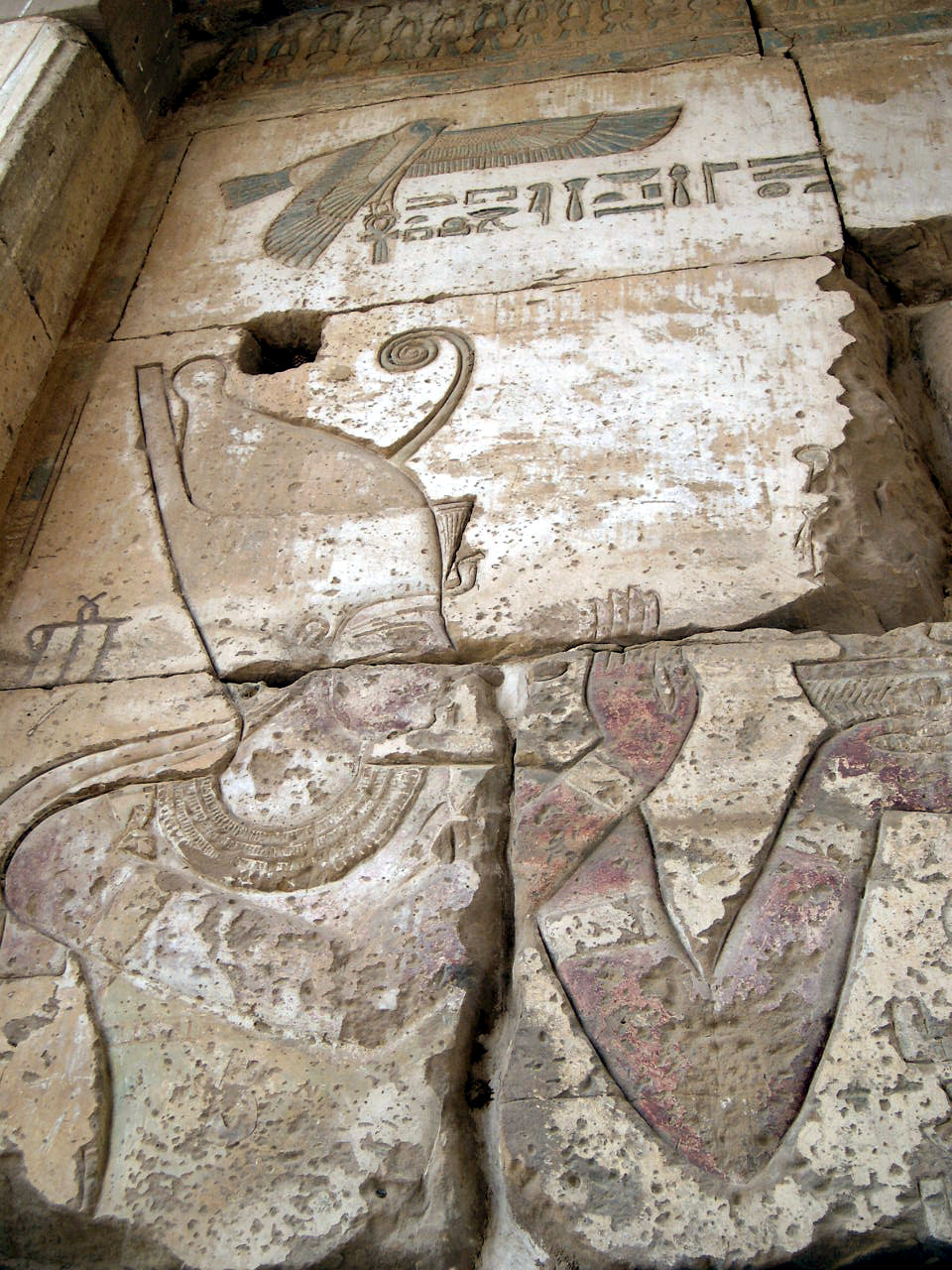
Decoratie in de Tempel van Hibis
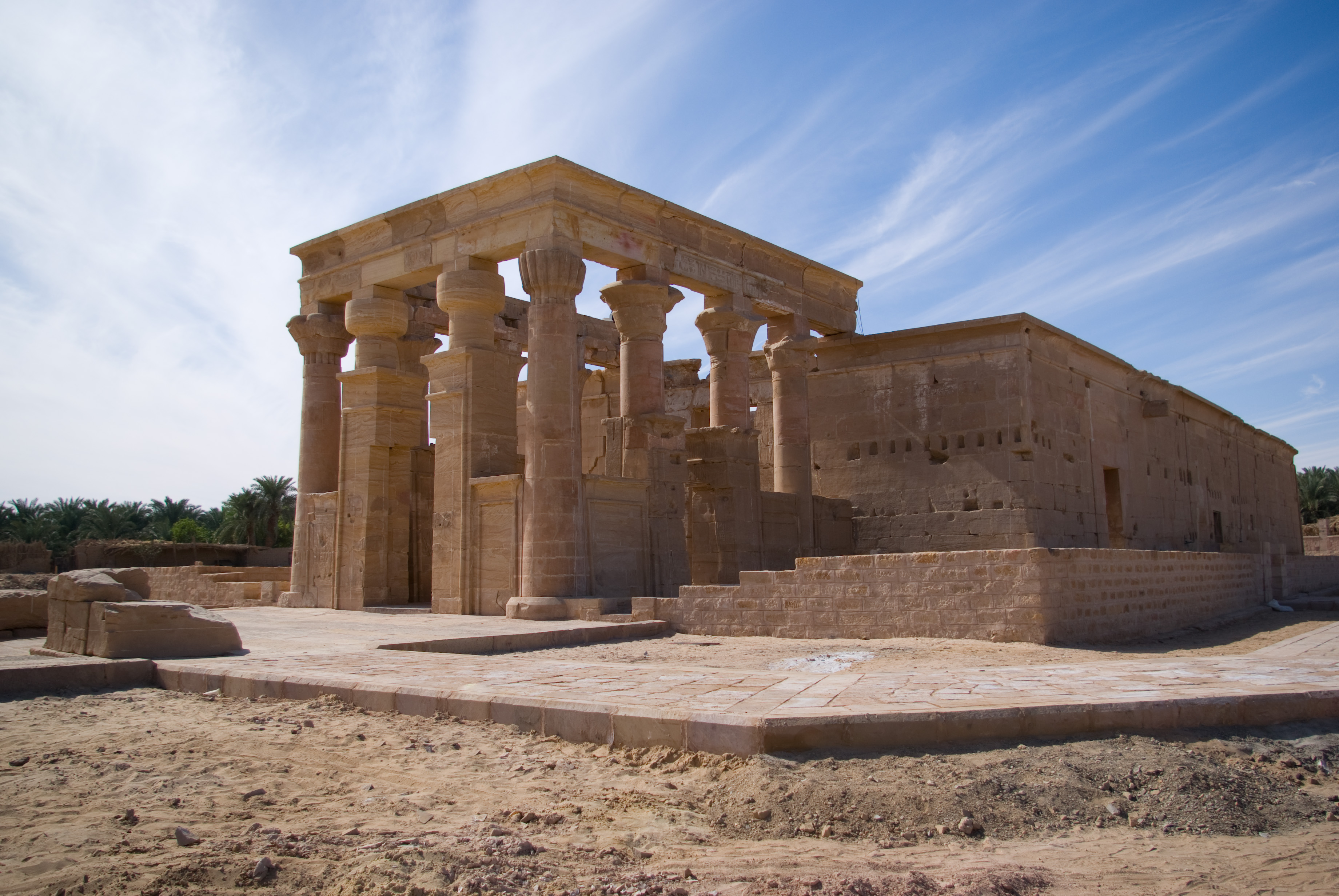
Tempel van Hibis
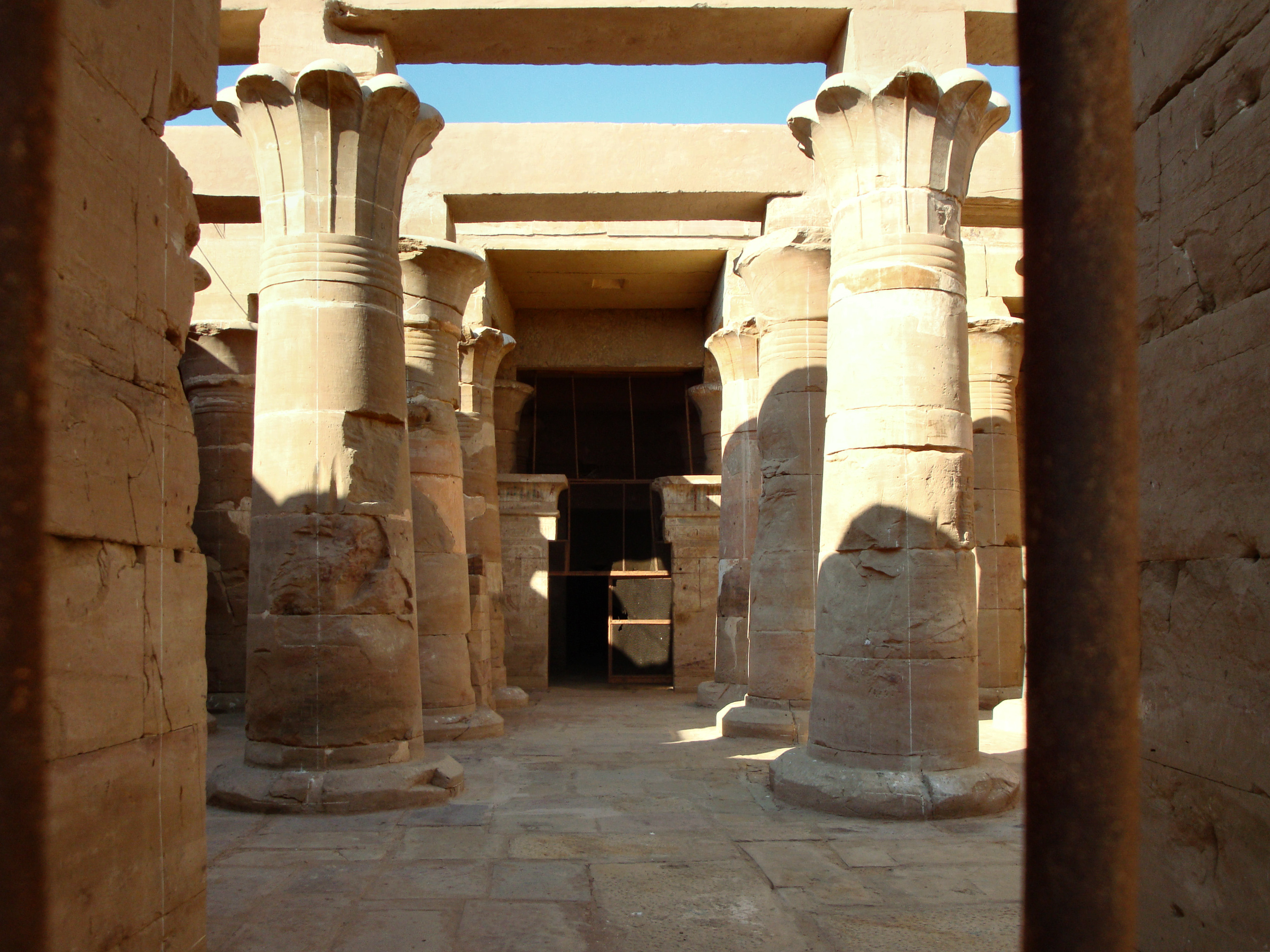
In de tempel van Hisbis
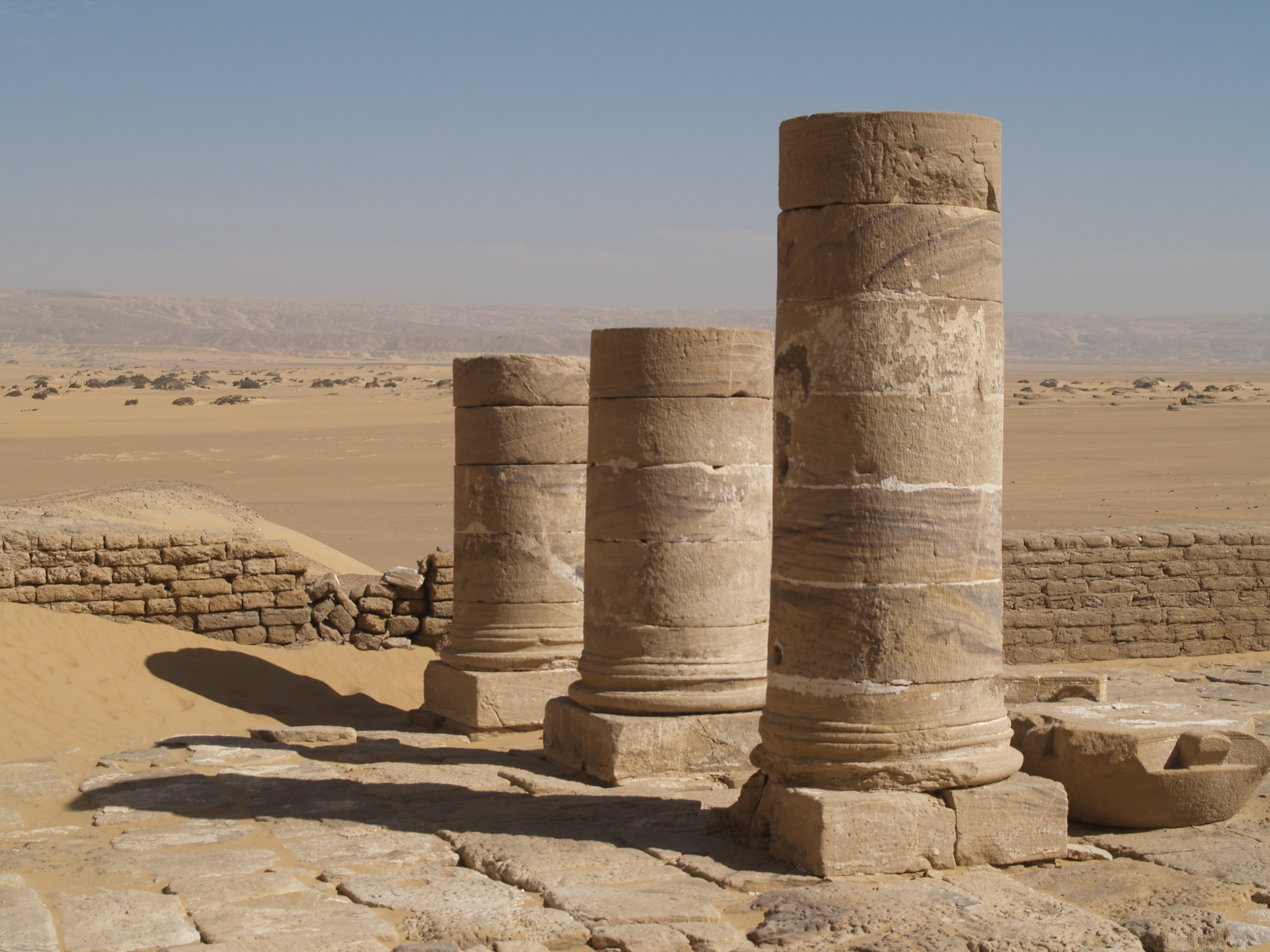
Dush tempel in Kharga
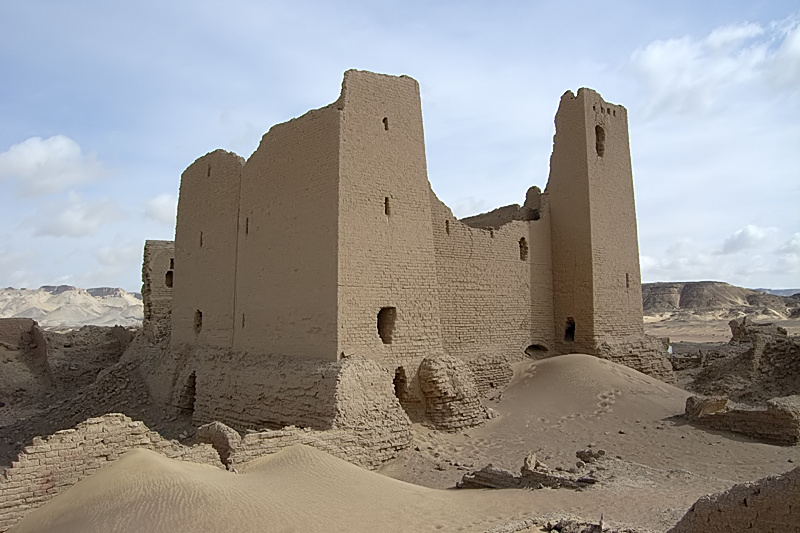
Fort van el-Dabadid in Kharga
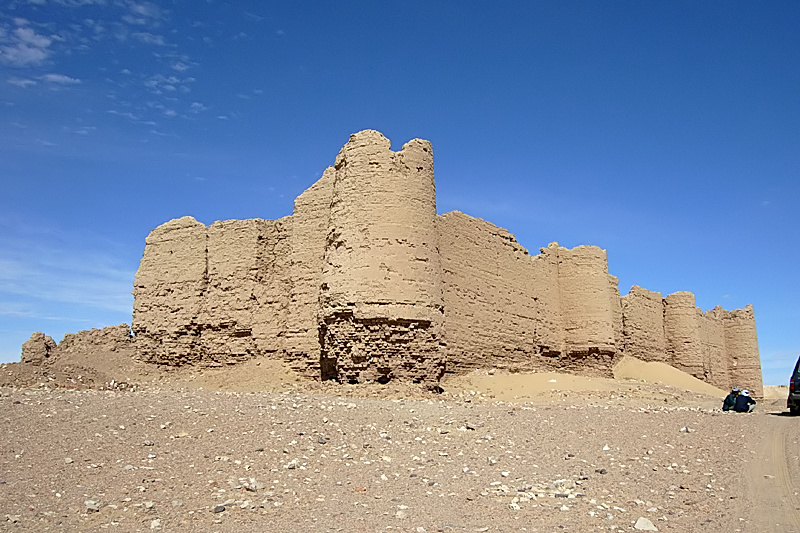
Oude Munira klooster van Kharga

Bahariya (met de Vallei van de Gouden Mummies)  ·  Dakhla  ·  Farafra  ·  El-Fajoem  ·  Kharga  ·  Siwa